# Club Universitario de Deportes
O Club Universitario de Deportes, conhecido como Universitario, é um clube de futebol peruano com sede em Lima. Manda seus jogos no Estádio Monumental de Lima, próprio,  para mais de 80.000 espectadores. Com 28 títulos nacionais é considerado um dos grandes clubes peruanos, ao lado dos também populares Alianza Lima e Sporting Cristal. No cenário internacional, seu maior logro foi o vice-campeonato da Copa Libertadores da América de 1972, ao perder a final para o Independiente. Terminou com a melhor pontuação daquela edição, e até os dias atuais, é ao lado do Sporting Cristal (finalista em 1997) a equipa peruana que mais longe chegou na Copa Libertadores da América. Outra de suas melhores atuações internacionais ocorreu em 2011 quando se sagrou campeão da Copa Libertadores da América Sub-20.
Com 47 participações internacionais em torneios oficiais organizados pela Confederação Sul-Americana de Futebol, é o time peruano que mais disputou copas continentais. É um dos maiores clubes peruanos na tabela histórica da Copa Conmebol Libertadores e é considerado pela Federação Internacional de História e Estatística do Futebol como o melhor time peruano do século XX. Em 2010, a Confederação Sul-Americana de Futebol considerou o "U" como um dos times com maior tradição na América do Sul enquanto a FIFA o nomeou um dos "clubes clássicos do mundo".

## História

### Primeiros títulos
Fundado em 7 de agosto de 1924 com o nome de Federación Universitaria de Deportes por alunos da Universidade  Nacional Maior de São Marcos, o clube foi convidado a participar do tricampeonato peruano organizado pela Federação Peruana de Futebol em 1928, onde obteve o 2º lugar. No entanto, foi campeão no ano seguinte.
O clube adotou seu nome final (Universitario de Deportes) em 1933 e conquistou seu segundo título da liga em 1934 ao derrotar seu clássico rival, o Alianza Lima. Em 1939, a "U" conquistou o terceiro título da sua história desportiva ao somar nove vitórias, três empates e apenas duas derrotas. O campeonato de 1941 contou com a participação de oito clubes e foi disputado em duas fases com partidas de ida e volta. O Universitario de Deportes conquistou o título ao vencer o Club Atlético Chalaco e Alianza Lima nas duas últimas partidas por 1–0 e 3–1, respectivamente.
Os títulos consecutivos em 1945 e 1946 levaram ao primeiro bicampeonato do clube graças ao trio ofensivo formado por Víctor Espinoza, Teodoro Fernández e seu irmão Eduardo Fernández; os três jogadores contabilizaram 41 gols. Na temporada seguinte, em seu pior desempenho na era amadora, terminou em um medíocre oitavo lugar com o Sporting Tabaco e só evitou o rebaixamento porque ambas as equipes se recusaram a disputar o play-off para determinar o time rebaixado. Assim, a associação organizadora da época decidiu suspender o rebaixamento na temporada. Em 1949, o clube comemorou seu vigésimo quinto aniversário ao vencer o campeonato após vencer sua última partida contra o Atlético Chalaco por 4–3.Em 1950, aconteceu o último campeonato da era amadora, onde o La U terminou em quinto lugar após nove vitórias, dois empates e sete derrotas.

### A fase profissional
O futebol profissional chegou ao Peru em 1951, quando a Federação Peruana de Futebol adaptou o campeonato de acordo com as diretrizes globais para uma liga profissional, mas apenas com a participação de clubes localizados na cidade de Lima e na província do Callao.O clube estreou na era profissional com uma vitória sobre o Mariscal Sucre FBC com um placar de 4–1. Em 20 de julho de 1952, foi inaugurado o estádio Teodoro Lolo Fernandez, com instalações esportivas e uma arquibancada que antes pertencia ao primeiro estádio nacional do país. Na abertura, o Universitario venceu o Universidad de Chile por 4–2, com três gols marcados pelo próprio Teodoro Fernández.
Em 1954, Plácido Galindo assumiu a presidência do clube, naquela que foi a primeira de suas três gestões à frente da instituição. Ao longo desta década, o clube realizou campanhas irregulares na recém-criada liga profissional, que viu títulos divididos entre Alianza Lima, Sport Boys, Mariscal Sucre, Sporting Cristal e Centro Iqueño. A seca de títulos dos anos 50 terminou em 1959, quando conquistou seu oitavo título, depois de empatar por 3 a 3 com o Deportivo Municipal na partida final, totalizando quinze vitórias, três empates e quatro derrotas.
Na década de 1960, o clube conquistou mais cinco campeonatos. Em 19 de abril de 1961, estreou na Copa Libertadores da América em uma partida disputada na cidade de Montevidéu contra o Club Atlético Peñarol. Em 1967, conquistou seu terceiro bicampeonato. Nesse mesmo ano, chegaram às semifinais da Copa Libertadores. Em 27 de fevereiro de 1968, venceu o Always Ready da Bolívia na Copa Libertadores por 6 a 0, sendo a maior vitória conquistada pelo clube em uma competição internacional. No torneio nacional de 1969, o time merengue venceu o campeonato.
Na Copa Libertadores de 1972, o clube conseguiu avançar para a final do torneio com uma equipe substituta, já que seus principais jogadores estavam com a seleção peruana de futebol no chamado "Tour dos Três Continentes". A final foi disputada contra o Club Atlético Independiente de Argentina. A partida de ida foi realizada em Lima, onde empataram 0:0, enquanto a volta terminou com um placar de 2 a 1 a favor dos argentinos.
Em 1982, após oito anos, o clube conquistou o título nacional. Em 1985, o título nacional foi novamente para a equipe. Em 1990, com a chegada de Fernando Cuéllar,  o Universitario de Deportes venceu o campeonato peruano. Em 1992, o clube conquistou o título nacional, após vencer o San Agustín por 4 a 1.

## Títulos

### Títulos principais
| Nacionais | Nacionais          | Nacionais | Nacionais |
|           | Competição         | Títulos   | Temporadas |
| --------- | ------------------ | --------- | --- |
|           | Campeonato Peruano | 28        | 1929, 1934, 1939, 1941, 1945, 1946, 1949, 1959, 1960, 1964, 1966, 1967, 1969, 1971, 1974, 1982, 1985, 1987, 1990, 1992, 1993, 1998, 1999, 2000, 2009, 2013, 2023 e 2024 |
|           | Copa Peruana       | 1         | 1970 |

Legenda
 Campeão invicto

### Categoria juvenil
| CONTINENTAL (Juvenil) | CONTINENTAL (Juvenil)               | CONTINENTAL (Juvenil) | CONTINENTAL (Juvenil) |
|                       | Competição                          | Títulos               | Temporadas            |
| --------------------- | ----------------------------------- | --------------------- | --------------------- |
|                       | Copa Libertadores da América Sub-20 | 1                     | 2011                  |

## Estatísticas

### Campanhas de destaque
| Club Universitario de Deportes      | Club Universitario de Deportes | Club Universitario de Deportes                                                                 |
| Torneio                             | Campeão | Vice-campeão                                                                                   |
| Internacionais                      | Internacionais | Internacionais                                                                                 |
| ----------------------------------- | --- | ---------------------------------------------------------------------------------------------- |
| Copa Libertadores da América        | | 1 (1972)                                                                                       |
| Copa Libertadores da América Sub-20 | 1 (2011) |                                                                                                |
| Nacionais                           | |                                                                                                |
| Campeonato Peruano                  | 27 (1929, 1934, 1939, 1941, 1945, 1946, 1949, 1959, 1960, 1964, 1966, 1967, 1969, 1971, 1974, 1982, 1985, 1987, 1990, 1992, 1993, 1998, 1999, 2000, 2009, 2013 e 2023) | 15 (1928, 1932, 1933, 1940, 1955, 1965, 1970, 1972, 1978, 1984, 1988, 1995, 2002, 2008 e 2020) |
| Copa Presidente da República        | 1 (1970) |                                                                                                |

### Participações
Abaixo, segue um resumo do número de participações do clube em competições oficiais

#### Competições oficiais
| Competição                   | Competição                   | Edições                  | Melhor campanha     |
|                              | Copa Libertadores da América | 33                       | Vice-campeão (1972) |
| Copa Sul-Americana           | 8                            | Quartas de final (2011)  |                     |
| Copa Conmebol                | 2                            | Semifinais (1997)        |                     |
| Copa Merconorte              | 4                            | Fase de grupos (4 vezes) |                     |
|                              | Campeonato Peruano           | 94                       | Campeão (26 vezes)  |
| Copa Presidente da República | 1                            | Campeão (1970)           |                     |

## História na Copa Libertadores
Universitário de Deportes foi o primeiro clube peruano a disputar a Copa Libertadores da América, em 1961. Sua melhor participação foi quando foi finalista do torneio em 1972.

## Sede e estádio

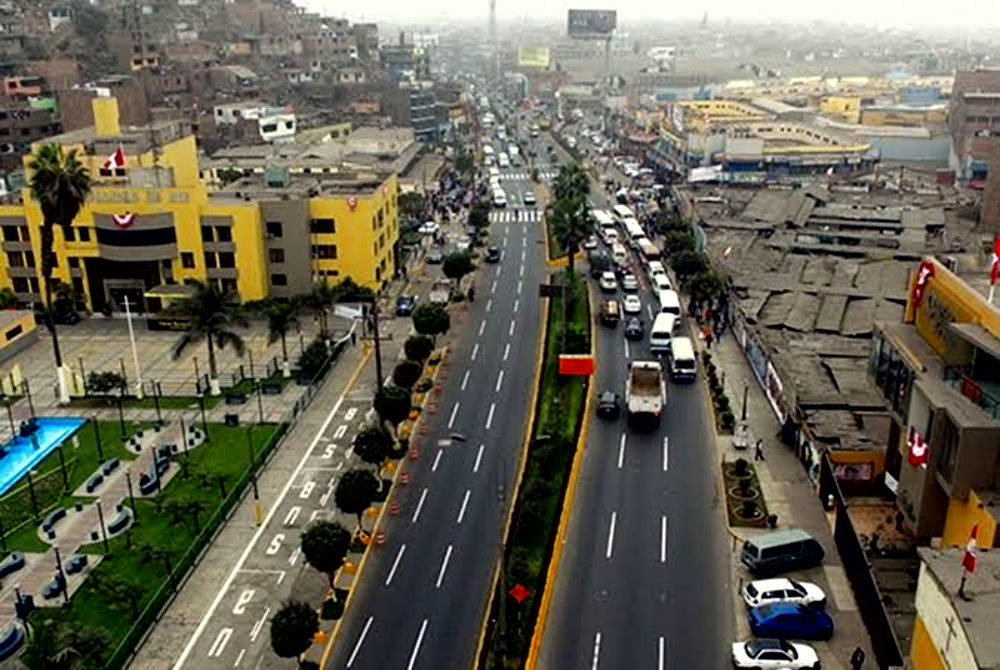
Distrito de Ate

Manda os jogos no Estádio Monumental de Lima, situado no limite dos distritos de Ate Vitarte e do La Molina. O estádio, com capacidade para 80 093 espectadores, é também a sede administrativa do clube e conta com locais de treinos, ginásios e a concentração da equipa principal. O Estadio Lolo Fernández (situado em bairro de Odriozola, Breña) foi o primeiro estádio do clube.

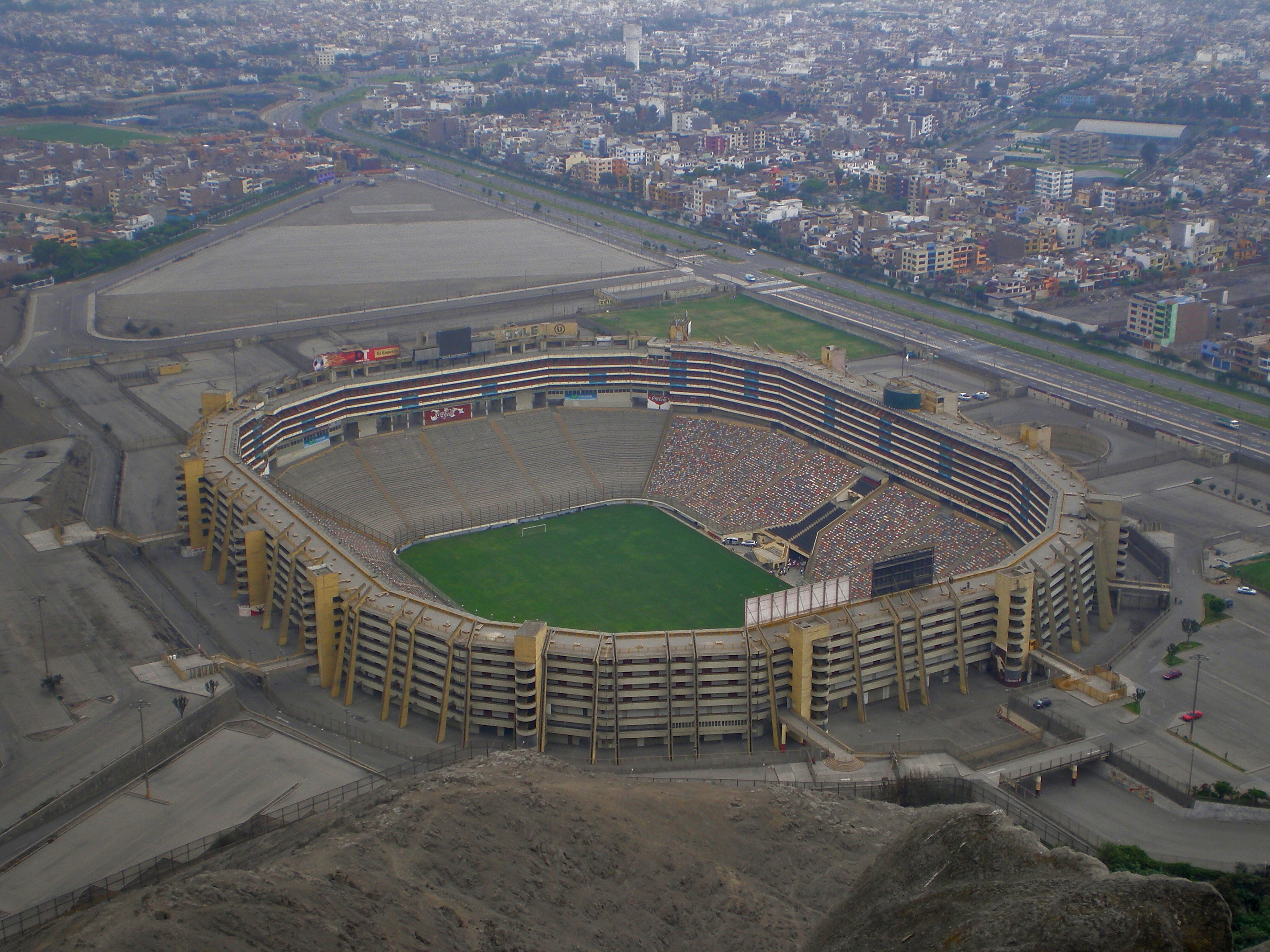
Vista panorâmica do Estádio Monumental.

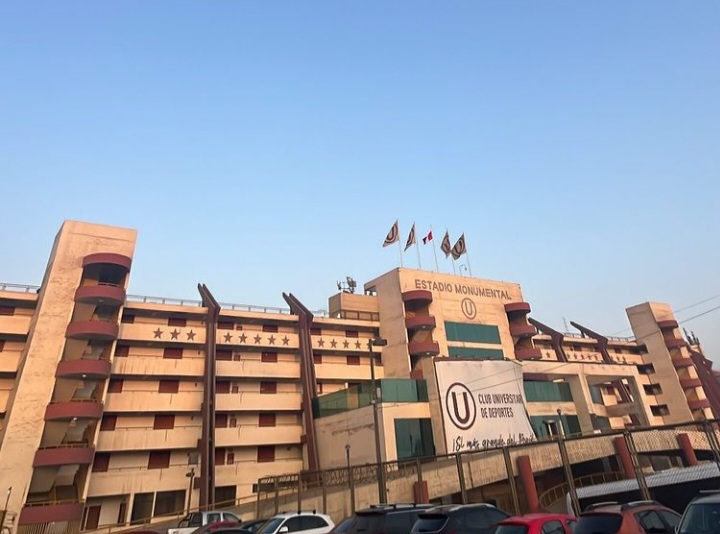
Vista de fora do estádio

O campo de futebol está localizado na parte central do campo e ao seu redor, vinte e dois prédios de sete andares onde estão localizados todos os serviços do estádio, além de 1122 suítes familiares, 40 suítes corporativas, 30 cabines de rádio, espaços para imprensa escrita, entre outros. A sua inauguração deu-se a 2 de julho de 2000, com a vitória do Universitario por 2 a 0 sobre o Sporting Cristal, em jogo válido pelo Torneio Inaugural daquele ano.
O CT do Universitario é o "Campo Mar-U" (distritos de Lurín), um centro de 520 000 metros quadrados. As negociações para a aquisição do terreno começaram no final da década de 1960. Finalmente, em 1º de outubro de 1970, após quase dois anos de negociação, os dirigentes do clube conseguiram finalizar a compra do terreno. O presidente do clube Miguel Pellny iniciou a construção do prédio central, os campos de futebol e alguns espaços para os sócios do clube. As instalações foram inauguradas em 26 de fevereiro de 1983.

## Presidentes
Ao longo de seus 98 anos de história, foram vinte presidentes que tiveram a responsabilidade de conduzir os destinos institucionais do clube. O presidente que permaneceu mais tempo no cargo foi Rafael Quirós, chegando à presidência por dez anos, seguido por Plácido Galindo, Jorge Nicolini e Alfredo González com nove anos cada. Da mesma forma, Quirós é até o momento o presidente com mais mandatos, cinco. Ao longo de seus dez anos no cargo, a equipe creme conquistou seis campeonatos nacionais (1964, 1966, 1967, 1969, 1971, 1985) e o vice-campeonato da Copa Libertadores de 1972. A primeira diretoria foi composta por: José Rubio Rolando (presidente), Andrés Echevarría (secretário), Plácido Galindo (tesoureiro), Eduardo Bermúdez, Roberto Carrillo, Carlos García, Dionisio Solipoma (membros) e os responsáveis pela elaboração dos estatutos foram: Andrés Echevarría, Plácido Galindo e Carlos García.

## Símbolos

### Escudo
No ato de fundação do clube, foi determinado instituir como escudo uma letra "U" na cor marrom dentro de um círculo da mesma cor com fundo branco. O projeto ficou a cargo do Arequipeño Luis Málaga Arenas, na época delegado da Faculdade de Medicina de San Fernando e um dos gestores mais entusiasmados da formação da Federação Universitária de Futebol. Os primeiros escudos eram grandes e tinham um acabamento muito rústico. Eles eram usados no lado esquerdo do peito e em alguns casos no centro do uniforme. Atualmente, o desenho oficial do escudo usa uma tipografia mais estilizada e o fundo do escudo é creme. Em roupas esportivas é sempre usado do lado esquerdo.

### Uniforme

#### Uniformes atuais
| Primeiro | Segundo |

## Torcidas organizadas
É o clube com maior número de adeptos do Peru. O Universitario tem duas torcidas organizadas, barra brava, a "Trinchera Norte" e a sua torcida mais antiga, "Y dale U" (Barra Oriente).

### Trinchera Norte
A Trincheira Norte foi criada oficialmente em 9 de novembro de 1988. É formado por jovens de diferentes classes sociais, de vários setores da cidade de Lima e do interior do país. Eles estão localizados no setor norte do Estádio Monumental e, em geral, de todos os estádios em que o time joga. Eles são divididos em vários subgrupos, de acordo com a área da cidade a que pertencem.
A Trinchera Norte tem filiais em todo o país e também em várias partes do mundo, que frequentam os estádios quando o Universitario joga uma partida internacional.
A autoria da música "Vamos...", que vem sendo adaptada por torcedores de times e clubes de futebol do Peru, Chile e outros países, é atribuída à Trinchera Norte.

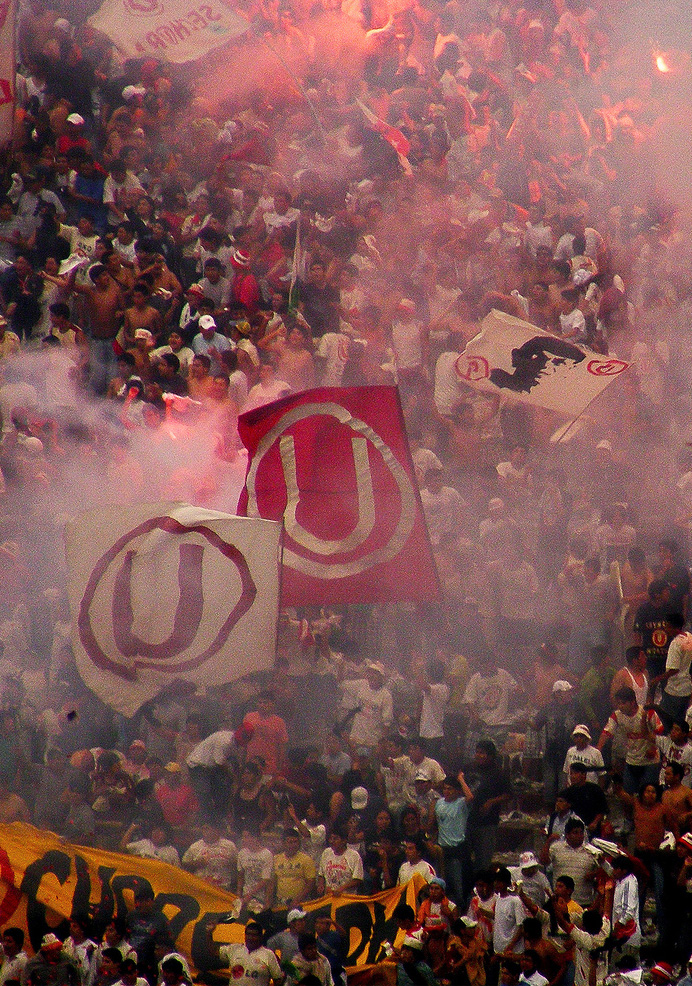
Trinchera Norte.

## Elenco
Atualizado 12 de junho de 2023.
Legenda
- : Capitão

## Principais jogadores

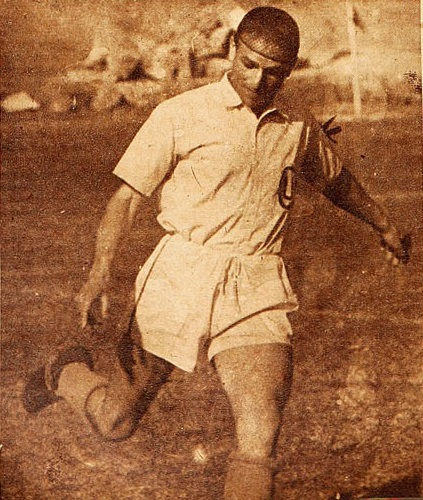
Teodoro Fernández

O ídolo maior do clube e do futebol peruano foi Teodoro Fernández, ou "Lolo" Férnández, como era chamado pela torcida merengue, por vinte dois anos foi o soberano do Universitario. Lolo Fernandez foi um futebolista de grande personalidade. Ele fez sua estreia profissional com Universitario de Deportes em 1931. Conseguiu levar o Universitario a seis títulos nacionais: 1934, 1939, 1941, 1945, 1946 e 1949, e sendo o maior artilheiro do Campeonato Peruano em sete vezes: 1932, 1933, 1934, 1938, 1940, 1942 e 1945. Várias vezes durante sua carreira ele rejeitou propostas de equipes do Chile, Equador, Argentina, entre outros que queriam o seu contrato de serviços, permanecendo fiel ao Universitario.

## Treinadores

### Treinadores campeões
O primeiro treinador campeão com o clube foi Andrés Rotta em 1929, até hoje Arturo Fernandez e Marcos Calderón são os treinadores com mais títulos obtidos com quatro para cada um.
| - Andrés Rotta (1929) - Mario de las Casas (1934) - Jack Greenwell (1939) - Arturo Fernández (1941–49) - Segundo Castillo (1959-60) - Marcos Calderón (1964–67) - Roberto Scarone (1969–74) - Juan Hohberg (1974) - Juan Carlos Oblitas (1987–90) | - Fernando Cuéllar (1990) - Ivan Brzic (1991–93) - Sergio Markarián (1993–94) - Oswaldo Piazza (1997–98) - Miguel Company (1999) - Roberto Challe (1999–01) - Ángel Cappa (2002) - Ricardo Gareca (2007–08) - Juan Reynoso (2008-10) - Ángel Comizzo (2013-2014) |